# Elenī Vasileiou
Elenī Vasileiou (in greco Ελένη Βασιλείου?; Nikaia, 29 luglio 1974) è un'ex cestista greca.
Alta 184 cm per 72 kg, giocava come ala.

## Carriera
Con la Grecia ha disputato i Giochi olimpici di Atene 2004 e tre edizioni dei Campionati europei (2003, 2005, 2007).